# Реес, Маделейн
Маделейн Селина Реес — британская правозащитница, юрист и адвокат, офицер Ордена Британской империи, нынешний генеральный секретарь Международной женской лиги за мир и свободу. Выступала против нарушений прав человека в Боснии миротворческими силами и иными сотрудниками Организации Объединённых наций.

## Карьера
Реес стала адвокатом в 1990 году. Она работала в крупной британской юридической фирме, став партнёром в 1994 году. Там она специализировалась на области законодательства о дискриминации, особенно в сфере занятости, а также в области государственного и административного права. Реес работала по поручению Комиссии по расовому равенству и Комиссии по равным возможностям, где она помогала отстаивать права отдельным лицам в соответствии с внутренним законодательством. Дела о дискриминации, возбужденные Реес, рассматривались как в Европейском суде по правам человека, так и в Европейском суде в Люксембурге.
В 1998 году Реес приступила к работе в качестве руководителя отделения в Боснии и Герцеговине, а также эксперта по гендерным вопросам Управления Верховного комиссара по правам человека. Она помогала в разоблачении нарушений прав человека, связанных с секс-торговлей в Боснии, оказав поддержку Кэтрин Болковак и дав показания в её защиту в суде. Болковак получила работу наблюдателя международных полицейских сил Организации Объединённых Наций, целью которой являлось искоренение сексуального насилия и принудительной проституции в Боснии. Ей удалось выявить факты причастности к сексуальной торговле членов миссии Организации Объединённых Наций. Но после обнародования своего отчета, Болковак была несправедливо уволена, и подала судебный иск в июле 2001 года. Спустя год трибунал единогласно вынес решение в её пользу.

## Неправомерное увольнение
В 2009 году Реес была понижена в должности, а затем, в марте 2010 года, уволена. Трибунал по административным спорам Организации Объединённых Наций признал его неправомерным. Но Управление Верховного комиссара отвергло эти обвинения, заявив, Реес была переведена на новую должность из-за жалоб старших руководителей на её работу, но так и не согласилась занять новую должность, которую ей предложили. Однако судья трибунала по спорам постановила, что переназначение Реес на новую должность является незаконным.
В этом же году на экраны вышел художественный фильм «Стукачка», снятый по мотивам истории Болковак в Боснии. Роль Реес в картине исполнила Ванесса Редгрейв.

## Награды
Реес была награждена Орденом Британской империи в 2014 году за заслуги в области прав человека, в частности прав женщин, и поддержание международного мира и безопасности.